# Vieille faisant frire des œufs
La Vieille faisant frire des œufs est une huile sur toile de Diego Velázquez. C'est une œuvre de jeunesse peinte à Séville en 1618, un an après son examen de peintre. Elle se trouve à la National Gallery of Scotland à Édimbourg depuis 1955, et fut achetée aux héritiers de sir Francis Cook pour 57 000 livres.

## Historique de la toile
La toile est mentionnée pour la première fois avec d'autres natures mortes de Vélasquez en 1698 lors de l'inventaire de Nicolás de Omazur, commerçant flamand, où elle est décrite comme une toile d'un pied de haut sans moulure avec « une vieille faisant frire une paire d'œufs [sic] et un enfant avec un melon à la main ». Au début du XIXe siècle, elle se trouvait en Angleterre dans la collection de John Woollett, mise aux enchères par Christie's à Londres le 8 mai 1813. En 1893, C. B. Curtis (Velázquez and Murillo: A descriptive and historical catalog) attribua pour la première fois la toile à Vélasquez, attribution unanimement acceptée par la critique postérieure. Après être passée dans différentes collections, elle intègre en 1955 le musée qui procède à son nettoyage. En 1957, la date (16.8) apparut dans l'angle inférieur droit, identique à celle visible sur la toile Christ dans la maison de Marte et Marie. Les deux tableaux se partagent également le modèle de la vieille femme et certains objets de la nature morte au premier plan

## Description
C'est une nature morte, selon la lecture de Francisco Pacheco, une scène de cuisine avec des personnages à la fois ridicules ou au moins vulgaires, mais aimables « s'ils sont peints comme mon gendre les peint, sans laisser de place aux autres » et parce qu' « ils atteignent une véritable imitation de la nature ».
La scène se déroule à l'intérieur d'une cuisine peu profonde, illuminée avec de forts contrastes de lumières et d'ombres. La lumière est orientée depuis la gauche, et éclaire de façon homogène le premier plan en faisant se détacher avec la même force les personnages et les objets sur le fond obscur du mur auquel sont suspendus un panier d'osier et une bouilloire ou une lampe à huile. Une vieille femme portant une toque blanche cuisine sur un réchaud deux œufs qui sont en cours de cuisson, flottant dans un liquide dans une cassolette de terre. Le tout est visible par le point de vue élevé que le spectateur a sur la composition. Une cuillère de bois dans la main gauche et un œuf qu'elle s'apprête à casser sur le bord de la cassolette, la vieille suspend son action, lève la tête devant le regard de l'enfant avec un melon d'hiver sous le bras et un flacon de verre. Devant la femme au premier plan, une série d'objets est disposée, également vus en surplomb : une carafe de céramique blanche, une autre de verre vert, un mortier et un pilon de cuivre, un oignon et des piments, une assiette de céramique blanche sur laquelle est posé un couteau. Un chaudron de bronze appuyé au réchaud brille.
Les objets sont étudiés individuellement, merveilleux dans leur singularité mais mal intégrés ensemble. On note certains problèmes de perspective et des incohérences dans les ombres projetées, mais elles permettent tout de même d'apprécier la subtilité du traitement des textures par une savante manipulation de la lumière partiellement absorbée par les objets de céramique qui se reflètent dans ceux en métal, disposés de façon presque alternée.
L'intérêt de Vélasquez pour les effets optiques et leur traitement pictural est manifeste sur les œufs flottant dans du liquide – huile ou eau – où il « arrive à montrer le processus de changement par lequel la transparence claire de l’œuf cru devient opaque durant la cuisson », détail qui indique son intérêt pour capter le fugace et l'éphémère capturé dans l'instant
Au-delà de l'attention portée aux objets et à leur perception visuelle, Vélasquez a essayé de réaliser une composition d'une certaine complexité, dans laquelle la lumière joue un rôle dominant, en liant les personnages et les objets dans des plans entrecoupés. La relation entre les deux protagonistes du tableau est cependant ambiguë. Leurs regards ne se croisent pas : l'enfant porte le sien vers le spectateur alors que celui de la femme semble perdu à l'infini, créant une ambiance mystérieuse qui fait penser que le sujet n'était pas une simple scène de genre.
Loin d'être des « figures ridicules » peintes pour provoquer le rire, comme le disait Pacheco à propos des protagonistes des natures mortes plus classiques, la vieille et le jeune sont traités avec une sévère dignité.
Le raccourci de la tête de l'enfant coïncide avec celui de l'adolescent recevant un verre dans Le Porteur d'eau de Séville, qui adopte un geste concentré, comme chargé d'une haute responsabilité. Le même enfant fait penser également aux Trois musiciens, mais l'incidence de la lumière et l'expression sérieuse lui donnent une dignité et un intérêt qu'il n'avait pas. La répétition du modèle rend crédible qu'il s'agisse du « villageois apprenti » que, selon Pacheco, Vélasquez faisait venir pour servir de modèle. La vieille femme, avec son regard perdu est probablement la même que celle du Christ dans la maison de Marte et Marie, où certaines critiques voient la belle-mère du peintre.
Julián Gállego attire l'attention sur la quiétude du tableau, loin du dynamisme des toiles du Caravage que certains critiques mettent en parallèle par les traitements des clairs-obscurs. C'est une « quiétude déconcertante » qui ne trouve d'équivalent que chez certains peintres français comme Louis Le Nain ou Georges de La Tour.
Les actions des personnages – agiter la cuillère, casser l’œuf, approcher la carafe - ont été surprises dans l'instant et les acteurs sont restés immobilisés, sans communication entre eux. Jonathan Brown en déduit que Vélasquez a fait de ses personnages des objets et les a traités de la même manière, avec distance et objectivité.

## Essais d'interprétation
Conformément à l'interprétation traditionnelle des premières scènes de genre et natures mortes de Vélasquez, on note un parallèle avec le roman picaresque. La Vieille faisant frire des œufs est vue comme une illustration d'un paysage du Guzmán de Alfarache, où Mateo Alemán présentait une vieille faisant frire des œufs pour un enfant. Mais, selon Jonathan Brown, l'« inquiétante atmosphère psychologique » du tableau et du regard perdu de la femme, ou la propre formation culturelle à l'atelier de Pacheco, ont motivé la recherche d'intentions symboliques avec lesquelles Vélasquez aurait élevé la scène de genre comme pour Christ dans la maison de Marte et Marie et La Cène d'Emmaüs, alors que ce genre était dédaigné par les théoriciens faute de « profondeur du sujet ».
Abondant dans ce sens, Julián Gállego suggère que la toile pourrait être interprétée comme une représentation du sens du goût, bien que lui-même se disait non convaincu par cette explication. Fernando Marías a approfondi le sujet de manière originale et l'a mis en relation avec les sens corporels. Il trouve qu'ils font des allusions à d'autres scènes de genre, dans lesquelles « les références littéraires – par exemple de la nouvelle picaresque – brillent par leur absence ». Le répertoire des objets est magistralement peint par Vélasquez dans leurs variété, couleurs et éclats, dont même les textures et qualités tactiles sont parfaitement perceptibles. L'enfant attire l'attention par son regard et la femme au regard perdu « avec une expression d'aveugle » d'après Gállego, semble mesurer avec la cuillère la distance de la cassolette. La femme est peut-être aveugle et Vélasquez semble méditer sur les deux formes de connaissance d'une même réalité, l'une par le sens de la vue, l'autre par le toucher.
Manuela Mena donne une interprétation distincte. Pour elle, la ressemblance entre la vieille de cette toile et celle de du Christ dans la maison de Marte et Marie ne serait pas une coïncidence. Du regard, la femme « tance » l'enfant qui ne l'écoute pas, « il en ressort une étrange suggestion de savoir et d'expérience ». Les bouilloires pendues sur le mur du fond, symbole baroque de la Vigilance, compléteraient le sens de ce regard intelligent et non aveugle, capable de voir avec l'expérience aussi bien le passé que le futur.